# The Jesus Lizard (EP)
The Jesus Lizard è il terzo EP pubblicato dall'omonimo gruppo noise rock statunitense. Si tratta dell'unico album nell'intera discografia della band il cui titolo non sia composto da una parola di sole quattro lettere.

## Tracce
1. Cold Water – 2:49
2. Inflicted by Hounds – 3:30
3. Eyesore – 2:47
4. Valentine – 4:23
5. Needles for Teeth – 3:48

## Formazione
- David Yow – voce
- Duane Denison – chitarra
- David Wm. Sims – basso
- Jim Kimball – batteria